# Long Phú Thuận
Long Phú Thuận là một xã thuộc tỉnh Đồng Tháp, Việt Nam.

## Địa lý
Xã Long Thuận nằm ở phía nam huyện Hồng Ngự, có vị trí địa lý:
- Phía đông giáp phường An Bình và xã An Hòa.
- Phía tây giáp tỉnh An Giang.
- Phía nam giáp tỉnh An Giang và xã Tân Long.
- Phía bắc giáp xã Long Khánh.

Xã có diện tích 56,57 km², dân số năm 2025 là 61.107 người, mật độ dân số đạt 1.080 người/km².

## Hành chính
Xã Long Thuận được chia thành 5 ấp.Đó là :Ấp Long Hưng, Ấp Long Hòa, Ấp Long Thạnh, Ấp Long Thới A, Ấp Long Thới B.

## Lịch sử
Quyết định 41-HĐBT ngày 22 tháng 04 năm 1989 của Hội đồng Bộ trưởng, xã Long Thuận thuộc huyện Hồng Ngự.
Nghị định 08/NĐ-CP ngày 23 tháng 12 năm 2008 của Chính phủ, xã Long Thuận thuộc huyện Hồng Ngự.
Ngày 16 tháng 6 năm 2025, Ủy ban Thường vụ Quốc hội ban hành Nghị quyết số 1663/NQ-UBTVQH15 về việc sắp xếp các đơn vị hành chính cấp xã của tỉnh Đồng Tháp năm 2025. Theo đó, sắp xếp toàn bộ diện tích tự nhiên, quy mô dân số của các xã Long Thuận, Phú Thuận A và một phần diện tích tự nhiên, quy mô dân số của xã Phú Thuận B thành xã mới có tên gọi là xã Long Phú Thuận.
Sau khi sáp nhập, xã Long Phú Thuận có 56,57 km² diện tích tự nhiên và dân số 61.107 người.

## Danh nhân
Võ Anh Kiệt (sinh 1960): Chủ tịch HĐND tỉnh An Giang, Phó Bí thư Thường trực Tỉnh ủy An Giang.
Phan Văn Sáu (sinh 1959): Bí thư Tỉnh ủy Sóc Trăng, nguyên Tổng Thanh tra Chính phủ, nguyên Bí thư Tỉnh ủy An Giang, nguyên Chủ tịch HĐND tỉnh An Giang.